# Nervo glossofaríngeo
O Nervo glossofaríngeo (IX) é um dos pares de nervos cranianos, sendo responsável pela sensibilidade posterior da língua, tonsilas e mucosa da faringe. As sensações de vômito e reflexo da deglutição são desencadeadas por fibras do IX par craniano.
Este nervo possui um ramo sensitivo e um motor, o que o torna um nervo misto. Além disso, possui sensibilidade gustativa.
·        Gustação - 1/3 posteriormente a língua;
·        Sensitivo - Tonsila palatina, faringe (através do plexo faríngeo), orelha média;
·        Motor - Músculo estilofaríngeo, músculos superiores da faringe e glândula parótida. 
Origem e Trajeto

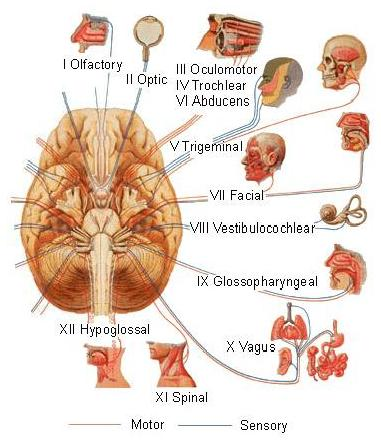
Pares de nervos cranianos.

O nervo glossofaríngeo tem origem no bulbo, no sulco lateral posterior sob a forma de filamentos radiculares que se reúnem e formam o tronco do nervo que deixa o crânio através do forame jugular, juntamente ao nervo vago (X) e acessório (XI). Nesse nível, se expande em dois gânglios (superior e inferior) onde localizam os corpos celulares de suas fibras aferentes, faz um caminho descendente, passa entre as carótidas internas e externa, forma uma “alça” ínfero-anterior e adentra o músculo hioglosso e oferece ramos linguais para as papilas circunvaladas.
O nervo timpânico, que é um de seus ramos, oferece fibras secretomotoras e vasodilatadoras para a glândula parótida. Seu trajeto percorre a cavidade timpânica, se junta com as fibras simpáticas que envolvem a carótida interna e alcançam o gânglio ótico, onde suas fibras pós-ganglionares se juntam ao nervo auriculotemporal e seguem à glândula parótida.

Papilas e sensações gustativas
O nervo glossofaríngeo leva a sensação do gosto dos botões gustativos das papilas circunvaladas, das membranas mucosas da base e das papilas gustativas do terço posterior da língua, das pregas glossoepiglóticas e faringoepiglóticas e da superfície lingual da epiglote. As fibras do nervo glossofaríngeo respondem melhor aos estímulos azedos. O sabor azedo é o sabor dos ácidos, inclusive dos aminoácidos essenciais que nosso organismo utiliza para síntese de proteína. O sabor amargo representa um sinal de possível toxicidade, sendo muitas vezes rejeitado por mecanismos reflexos. A transdução do sabor azedo deve-se ao íon hidrogênio que se dissocia dos ácidos presentes, principalmente das frutas cítricas. Com a ingestão de ácidos, os íons Hidrogênio se acumulam no meio extracelular e movem-se através dos canais de Sódio.

Fibras do nervo glossofaríngeo e funções
·        As fibras aferentes somáticas gerais (ASG) do nervo glossofaríngeo compreendem os exteroceptores e os proprioceptores (dor, tato, temperatura) que cumprem a função de inervar uma pequena porção da orelha externa e da parte 1/3 posterior à língua. Estas fibras propagam-se pelo lemnisco trigeminal (do nervo trigêmeo) para levar seus impulsos sensitivos ao nível consciente.
·        As fibras aferentes viscerais especiais (AVS) de olfação e gustação do nervo glossofaríngeo são responsáveis por conduzir impulsos relacionados à gustação a partir das papilas circunvaladas e do 1/3 posterior da língua.
·        As fibras eferentes viscerais gerais (EVG) do nervo glossofaríngeo relacionadas ao sistema nervoso autônomo (semelhantes aos nervos espinais) são responsáveis pela inervação parassimpática da glândula parótida. 
·        As fibras eferentes viscerais especiais (EVE) do nervo glossofaríngeo relacionadas aos músculos esqueléticos, que desenvolvem a partir dos arcos faríngeos, inervam os músculos do 3º arco faríngeo. O músculo estilofaríngeo é o único que o nervo glossofaríngeo inerva. 

Frequência respiratória
O nervo glossofaríngeo tem como uma das funções mais importantes contribuir no reflexo da frequência cardíaca, pressão arterial e respiração. Em situações em que ocorre a diminuição da concentração de oxigênio o organismo possui mecanismos para a regulação da ventilação pulmonar. Quando o oxigênio está em nível baixo no corpo, ocorre bloqueio dos canais de Potássio e abertura dos canais de Cálcio no corpúsculo carotídeo. Com a entrada de Cálcio, ocorre despolarização da membrana e aumenta a concentração do Cálcio no citosol. Em seguida, ocorre à liberação do neurotransmissor na fenda sináptica, a dopamina. Como o ramo carotídeo do IX nervo desce pela artéria carótida interna até o seio carotídeo e o corpo carotídeo, possuindo terminações nervosas, os potenciais de ação serão transmitidos através do nervo glossofaríngeo até o centro respiratório.

Frequência e pressão cardíaca
Tendo como base o processo de regulação respiratória, o nervo glossofaríngeo também está envolvido na normalização da pressão arterial. O ramo carotídeo do nervo glossofaríngeo leva impulsos dos quimiorreceptores do corpo carotídeo e dos barorreceptores do seio carotídeo para o núcleo do trato solitário. Assim, qualquer aumento da pressão arterial na carótida excitará os barorreceptores do seio carotídeo e os impulsos são levados pelo nervo glossofaríngeo para o núcleo do trato solitário. Neurônios de segunda ordem do núcleo solitário projetam-se para o NMDV, o que gera redução da pressão arterial e frequência cardíaca através das fibras do nervo vago pré e pós-ganglionares que se projetam para o nó sinoatrial, atrioventricular e musculatura cardíaca atrial.

Reflexo da ânsia
O reflexo da ânsia é uma proteção contra objetos estranhos e substâncias nocivas que estejam avançando pela cavidade oral. Ao tocar na base da língua ou no pilar faucial anterior com um objeto, ocorre a elevação do palato mole e fechamento da glote. O nervo glossofaríngeo é responsável por tal movimento, sendo considerado o componente aferente que leva os impulsos até o bulbo. As fibras eferentes são os nervos glossofaríngeo e vago. Há três componentes motores do reflexo nauseoso: elevação do palato mole para fechar a nasofaringe, fechamento da glote para proteger a via aérea e constrição da faringe para impedir a entrada de substância para laringe.

Disfunções relacionadas ao nervo glossofaríngeo
O nervo glossofaríngeo pode ser vinculado a algumas complicações relacionadas ao aparelho fonador. Como exemplo, pode-se citar a paralisia das pregas vocais causada por um schwannoma (tumor do sistema nervoso periférico, oriundo das células de Schwann) do nervo glossofaríngeo.
Os tumores (schwannomas) intracranianos equivalem a 10% das neoplasias intracranianas, onde 4% destes tumores são do forame jugular, por onde o nervo glossofaríngeo sai do crânio. A síndrome apresentada pelos pacientes, Síndrome de Collet-Sicard, consiste em lesões da base do crânio que afetam o forame jugular, e, por conseguinte os nervos cranianos inferiores, entre eles o nervo glossofaríngeo.
Os sintomas da síndrome de Collet-Sicard variam de acordo com o nervo craniano afetado: glossofaríngeo (IX), vago (X), acessório (XI) e hipoglosso (XII). A perda do paladar do terço posterior da língua é referente ao IX par; disfagia e paralisia das pregas vocais ao X par, fragilidade dos músculos esternocleidomastóideo e trapézio ao XI par e atrofia dos músculos da língua ao XII par.
Pacientes expostos a essas condições são encaminhadas ao neurocirurgião e submetidas à cirurgia do forame jugular para verificação dos nervos comprometidos. Uma vez envolvido, o paciente poderá apresentar melhora com o auxílio de fonoterapia, todavia os pares cranianos afetados ainda apresentarão déficits.
A Neuralgia do Glossofaríngeo é uma disfunção rara de prevalência muito baixa quando comparada com outras neuralgias, como a do Trigêmeo. Homens e mulheres são igualmente afetados, sendo a idade mais comum da neuralgia do glossofaríngeo é em torno dos 40 anos. 
É caracterizada por uma dor intensa parecida com um choque que afeta as tonsilas palatinas, palato mole, parte lateral e posterior da faringe e a base da língua. Atividades como deglutir, tossir ou mastigar podem gerar episódios dolorosos ao paciente, podendo durar de segundos a minutos. Em geral, após um período de dor intensa, existe um intervalo durante o qual a dor não é tão intensa (Período refratário). Como a dor aparece com mais frequência quando o paciente mastiga e deglute, o doente tende a evitar estas ações, levando a uma perda de peso, gerando um impacto negativo na qualidade de vida do paciente. Muitas vezes é mascarada como distúrbio temporomandibular, e devido aos seus sintomas, o cirurgião-dentista é comumente o primeiro profissional de saúde a ser procurado pelo indivíduo afetado. O dentista deverá saber avaliar bem o seu paciente de forma a encaminhá-lo para os especialistas indicados.

A causa exata da neuralgia do glossofaríngeo ainda é desconhecida. Porém, acredita-se que a causa é uma artéria mal posicionada que exerce pressão sobre o nervo glossofaríngeo ou até mesmo o processo estiloide da base do crânio pode comprimir o nervo causando a disfunção. 
Referências:
1.    Norton, Neil S. Netter – atlas de anatomia cabeça e pescoço / Neil S. Norton ;Ilustração Frank H. Netter, Carlos Machado ; [ tradução Alcir C. Fernandes Filho, Paulo Laino Cândido...[ et al.]] – 3. ed. – Rio de Janeiro: Elsevier, 2018. 712p. : il. ; 23 cm.
2.   Madeira, Miguel Carlos. Anatomia da face: bases anatomofuncionais para a prática odontológica. 8. ed. São Paulo: Sarvier, 2012.

3.    DIAS,Isabel – Nevralgia do Glossofaríngeo e Distúrbios Temporomandibulares: Diagnóstico Diferencial. Disponível em www.repositorio-aberto.up.pt/bitstream/Isabel%20DiasTesefinal.pdf. Acesso em: 30 de novembro de 2019.

4.   Michael Rubin, MDCM, Weill Cornell Medical College – neurologia glossofaríngeo. Disponível em: https://www.msdmanuals.com/pt-br/casa/distúrbios-cerebrais,-da-medula-espinal-e-dos-nervos/doenças-dos-nervos-cranianos/neuralgia-glossofar%C3%ADngea. Acesso em: 30 de novembro de 2019.

5.   LIQUIDATO, Bianca Maria, NETO, Feres Chaddad – Schwannoma do nervo glossofaríngeo como etiologia de paralisia de prega vocal. Disponível em:
http://www.repositorio.unicamp.br/bitstream/REPOSIP/105559/1/2-s2.0-66949116403.pdf. Acesso em: 30 de novembro de 2019.
6.   BRITO, PAULO. Lições de neurologia para residentes. Os pares cranianos: glossofaringep e vago. Disponível em: www.institutopaulobrito.com.br. Acesso em 02/12/2019.
7.   Martin, John H. Neuroanatomia- texto e atlas. 4 ed. Pág 521.